# Косич, Дмитрий Иосифович
Дмитрий Иосифович Косич (1886—1937) — советский военачальник, начальник управления обозно-вещевого снабжения РККА, коринтендант.

## Биография
Из украинской дворянской семьи (в анкетах  писал, что русский). Член РКП(б) с февраля 1918 года. Родился в семье политкаторжанина. Окончил коммерческое училище в Самаре в 1906 году и поступил в коммерческий институт. После года учёбы был исключён за участие в студенческих волнениях. После этого был выслан в Благовещенск, где несколько лет работал грузчиком, приискателем, конторщиком, бухгалтером. В июле 1914 года призван в Русскую императорскую армию. Участник Первой мировой войны, в 1914—1915 годах воевал рядовым на фронте. В 1916 году окончил Иркутскую школу прапорщиков и в том же году — дивизионные офицерские курсы. Службу проходил в должности младшего офицера 331-го Орского пехотного полка в 83-й пехотной дивизии Юго-Западного фронта. После Февральской революции 1917 года избран председателем полкового комитета. За отказ идти в наступление в июле 1917
года арестован, но вскоре освобождён солдатами и продолжил работать в комитете. После Октябрьской революции стал фактически командовать полком. При демобилизации старой армии исполнял обязанности председателя ликвидационной комиссии Юго-Западного фронта. Последний чин в старой армии — подпоручик. Имел несколько российских орденов.
В 1918 году находился на подпольной работе на Украине. Был арестован немцами и посажен в тюрьму. В мае 1918 года бежал и перебрался через линию фронта. В 1918 году исполнял обязанности комиссара продовольственного отдела Бугуруслана, командира Бугурусланского коммунистического отряда. В РККА с 1918, с июня 1919 командир 226-го Петроградского стрелкового полка 26-й стрелковой дивизии. Принимал участие в Златоустовской операции. Отличился во время наступления частей 226-го полка по Златоустовскому тракту в начале Челябинской операции, при взятии станции Миасс (в ночь на 18 июля 1919), когда применённый им обходной манёвр позволил атаковать артиллерийские позиции белых с фланга, что вынудило противника отойти на 2-й рубеж (Кундравинекая — Чебаркульская). Полк Косича захватил 9 орудий (в том числе 3 гаубицы), 2 пулемёта, за что Революционный военный совет 5-й армии наградил Дмитрия Иосифовича золотыми часами с надписью: «Честному воину Рабоче-Крестьянской Красной Армии от ВЦИК» (31 июля 1919). Позднее в ходе Челябинской операции полк Д. И. Косича участвовал в ожесточённых боях южнее Челябинска, в районе Еманжелинская — Сухомесово, против частей 1-го Волжского армейского корпуса (Волжская группа войск) генерала В. О. Каппеля, затем в Тобольско-Петропавловской операции.
После Гражданской войны находился на различных командных и интендантских должностях. С января 1920 года — комиссар штаба 5-й армии. Руководил операцией против Р. Ф. Унгерна и подавлением мятежа в Якутии. В январе 1922 года назначен начдивом и военкомом 26-й стрелковой дивизии, боролся с бандитизмом. В сентябре откомандирован на Высшие военные академические курсы комсостава РККА (ВВАК). По их окончании в августе 1923 года направлен в Монголию на должность начальника штаба и члена Военного совета Монгольской народной армии. Служил в Монгольской Народной Республике до августа 1925 года. Считается одним из создателей Монгольской народной армии. С 1925 года — помощник начальника Управления Северо-Кавказского военного округа. С февраля 1926 по сентябрь 1927 года Д.И. Косич командовал 9-й Донской территориальной дивизией. Затем — начальник снабжений Северо-Кавказского военного округа. В марте 1931 года назначен инспектором формирования РККА. С июня 1932 года — помощник командующего войсками Московского военного округа по материальному обеспечению.
С августа 1935 года начальник управления обозно-вещевого снабжения РККА.
Награждён советским орденом Красного Знамени (26.02.1920), монгольским орденом Драгоценного жезла 1-й степени (3.10.1924).

### Адрес
Москва, улица Серафимовича, дом 2 (Дом правительства), квартира 195.

### Репрессии
Арестован НКВД 31 мая 1937 года (по другим данным, уволен из армии 31.05.1937 г., арестован 3.06.1937 г.). На следствии при применении незаконного давления сознался и дал показания на арестованного к тому времени комкора И. И. Смолина. На судебном заседании 16 ноября 1937 виновным себя не признал и своих показаний, данных на предварительном следствии, не подтвердил; но тем не менее был приговорён к расстрелу по обвинению в участии в военно-фашистском заговоре, и расстрелян в день вынесения приговора. Реабилитирован 20 октября 1956.
Жена — Зинаида Алексеевна Стрельникова-Косич (1902 г.р.) в ноябре 1937 года была осуждена как член семьи изменника Родины к восьми годам лагерей. Был арестован по обвинению в участии в террористической группе и расстрелян 9 декабря 1937 года его сын Николай (1919 г.р.).